# Москакасинское сельское поселение
Москакаси́нское се́льское поселе́ние (чув. Москакасси ял тăрăхĕ) — муниципальное образование в составе Моргаушского района Чувашской Республики. Административный центр поселения — деревня Москакасы — расположена в 12 километрах севернее районного центра.

## Состав
В сельское поселение входят село Ахманеи и 15 деревень: Москакасы, Ивановка, Калмыково, Лесные Хачики, Максикасы, Мурзаково, Нижние Хачики, Пожедановка, Петровка, Полевые Хачики, Рыкакасы, Сергеевка, Сидуккасы, Сюлеменькасы, Эхветкасы.

## Население
| 2010  | 2012  | 2013  | 2014  | 2015  | 2016  | 2017  |
| ----- | ----- | ----- | ----- | ----- | ----- | ----- |
| 2336  | ↗2402 | ↗2415 | ↘2399 | ↗2404 | ↘2370 | ↘2322 |
| 2018  | 2019  | 2020  | 2021  |       |       |       |
| ↘2318 | ↘2288 | ↘2264 | ↘2252 |       |       |       |

## Инфраструктура
В поселении имеются:
- Москакасинская средняя общеобразовательная школа;
- Детский сад № 8 «Колокольчик»;
- Моргаушская центральная районная больница;
- Москакасинский сельский дом культуры;
- Рыкакасинский сельский клуб.

Работают СХПК «Передовик» и ЗАО Чебоксарское предприятие «Сеспель».